# Barbus paludinosus
The Straightfin Barb (Barbus paludinosus) là một loài cá vây tia trong họ Cyprinidae. B. pleurogramma is sometimes included here, but while it is certainly extremely closely related, it appears to be a distinct cryptic species.
B. paludinosus được tìm thấy ở Burundi, Kenya, Malawi, Tanzania, and Uganda. Các môi trường sống tự nhiên của chúng là sông, hồ nước ngọt, đầm lầy nước ngọt, and inland deltas. It is not considered a threatened species by the IUCN.